# Moon Mirror
Moon Mirror è il decimo album in studio della band statunitense Nada Surf.  È stato pubblicato il 13 settembre 2024 dalla New West Records.

## Accoglienza critica
Moon Mirror ha ricevuto il plauso della critica. Secondo l'aggregatore di recensioni Metacritic, Moon Mirror ha ricevuto "il plauso universale" sulla base di un punteggio medio ponderato di 82 su 100 da 10 punteggi della critica.
Rob Sheffield della rivista Rolling Stone lo ha definito "l'album musicalmente ed emotivamente più appassionato degli ultimi anni, al livello di gemme come Let Go, The Weight Is a Gift e The Stars Are Indifferent to Astronomy". Una recensione da parte di star, John Murphy di MusicOMH ha definito l'album "un ottimo esempio di quanto coerente sia stata nel corso dei decenni una delle band rock più trascurate degli Stati Uniti".
Recensendo l'album per AllMusic, Matt Collar ha affermato che, "Piuttosto che lamentarsi del passare del tempo e della giovinezza, i Nada Surf si appoggiano alla loro età su Moon Mirror, impregnando ogni canzone con una qualità poetica e trascendentale, in gran parte incentrata sui temi della gratitudine" ed essere presenti nel momento."

## Tracce
1. Second Skin – 3:59
2. In Front of Me Now – 3:42
3. Moon Mirror – 3:05
4. Losing – 4:06
5. Intel and Dreams – 2:24
6. The One You Want – 4:43
7. New Propeller – 5:18
8. Open Seas – 4:16
9. X Is You – 3:50
10. Give Me the Sun – 3:34
11. Floater – 5:09